# Draba montbretiana
Draba montbretiana är en korsblommig växtart som beskrevs av Carlo Pietro Stefano Stephen Sommier och Emile Emilio Levier. Draba montbretiana ingår i släktet drabor, och familjen korsblommiga växter. Inga underarter finns listade i Catalogue of Life.